# Platja de Kaputaş
La platja de Kaputaş és una petita platja entre Kaş i Kalkan al sud-oest de Turquia.

## Ubicació
La platja es troba a una distància de 20 km de Kaş i 7 de Kalkan, En un punt on una vall extremadament estreta, dominada per penya-segats escarpats i boscos, s'uneix a la costa a la cala que porta el mateix nom que la platja. (Kaputaş). La platja és popular entre els visitants de la regió pel seu entorn natural i les vistes des de les altures que travessa la carretera estatal D400 entre Kaş i Kalkan.

## Instal·lacions
Ara hi ha banys, dutxes, una cafeteria i cabanes per canviar-se a la platja de Kaputaş. S'arriba a la platja amb 170 graons que baixen de la carretera. Hi ha un nombre limitat de places d'aparcament disponibles al costat de la carretera. La platja està custodiada pel municipi de Kalkan. També s'utilitza com a escala per als iots al llarg del Creuer Blau. El mar es fa més profund a prop de la platja de Kaputaş.

## Veïnatge
A l'altra banda de la carretera hi ha un profund canyó estret. S'hi pot accedir directament des de la platja sota el pont, si no hi ha aigua corrent. El canyó s'ha format a partir de l'abrasió de les roques per les aigües corrents durant milers d'anys. El canyó acaba al cap d'uns 200 metres i té vistes a les parets escarpades. L'entrada costa 35 lires turques l'estiu del 2024.